# Thu hút khách du lịch

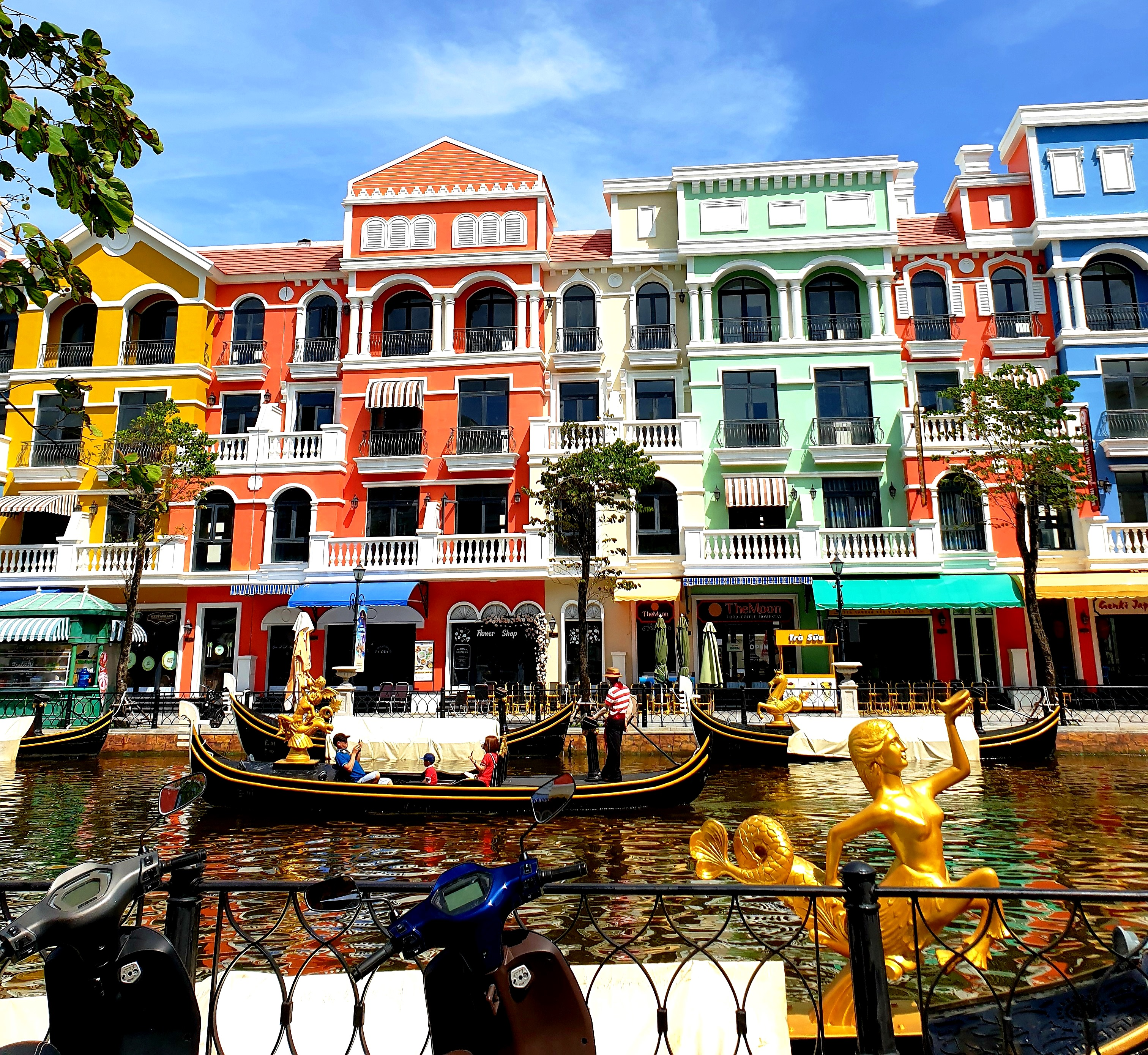
Khu du lịch ở Phú Quốc

Thu hút khách du lịch (Tourist attraction) là những địa điểm yêu thích mà khách du lịch thu hút ghé thăm, thường vì giá trị tự nhiên hoặc giá trị văn hóa vốn có hoặc được trưng bày triễn lãm, ý nghĩa lịch sử, vẻ đẹp tự nhiên hoặc được thiết kế xây dựng, mang lại sự thư giãn và giải trí. Kỳ vọng của khách du lịch khi đến thăm một địa điểm cụ thể có liên quan đến một số điểm đặc sắc của điểm đến đã chọn như nét văn hóa đa dạng, đậm đà bản sắc, kiến trúc độc đáo, ẩm thực phong phú, cơ sở hạ tầng thuận lợi, cảnh quan sạch đẹp, nhiều sự kiện thu hút, mua sắm nhộn nhịp. Những đặc điểm này thu hút mọi người đến điểm đến và góp phần vào trải nghiệm chung của một chuyến đi.
Mục đích chính cuối cùng của các điểm tham quan là thu hút sự chú ý của khách du lịch để họ có thể đến một địa điểm cụ thể và khám phá các điểm tham quan khác nhau trong kỳ nghỉ. Do đó, trong ngành lữ hành và du lịch, các điểm tham quan đóng một vai trò đặc biệt quan trọng vì điều này thu hút khách du lịch từ khắp nơi trên thế giới. Trong khi một số điểm du lịch mang đến cho du khách trải nghiệm đáng nhớ với mức phí vào cửa hợp lý hoặc thậm chí miễn phí, thì những điểm khác có thể có chất lượng thấp và định giá quá cao đối với hàng hóa và dịch vụ (như vé vào cửa, đồ ăn và quà lưu niệm) nhằm thu lợi quá mức từ khách du lịch, những nơi như vậy thường được gọi là bẫy du lịch, ở Việt Nam là tình trạng chặt chém du khách gây bức xúc.

## Đại cương

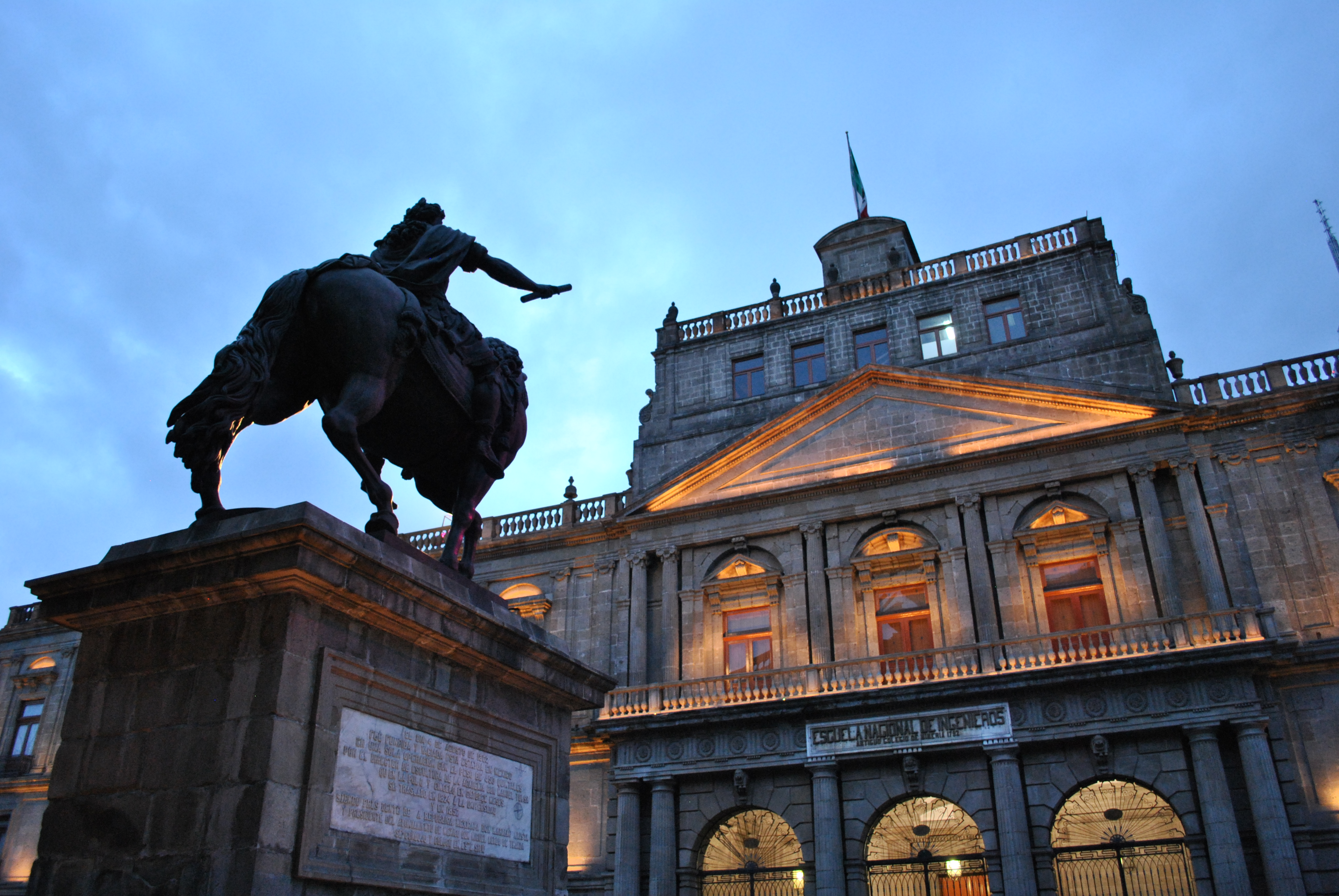
Cung điện ở Mexico

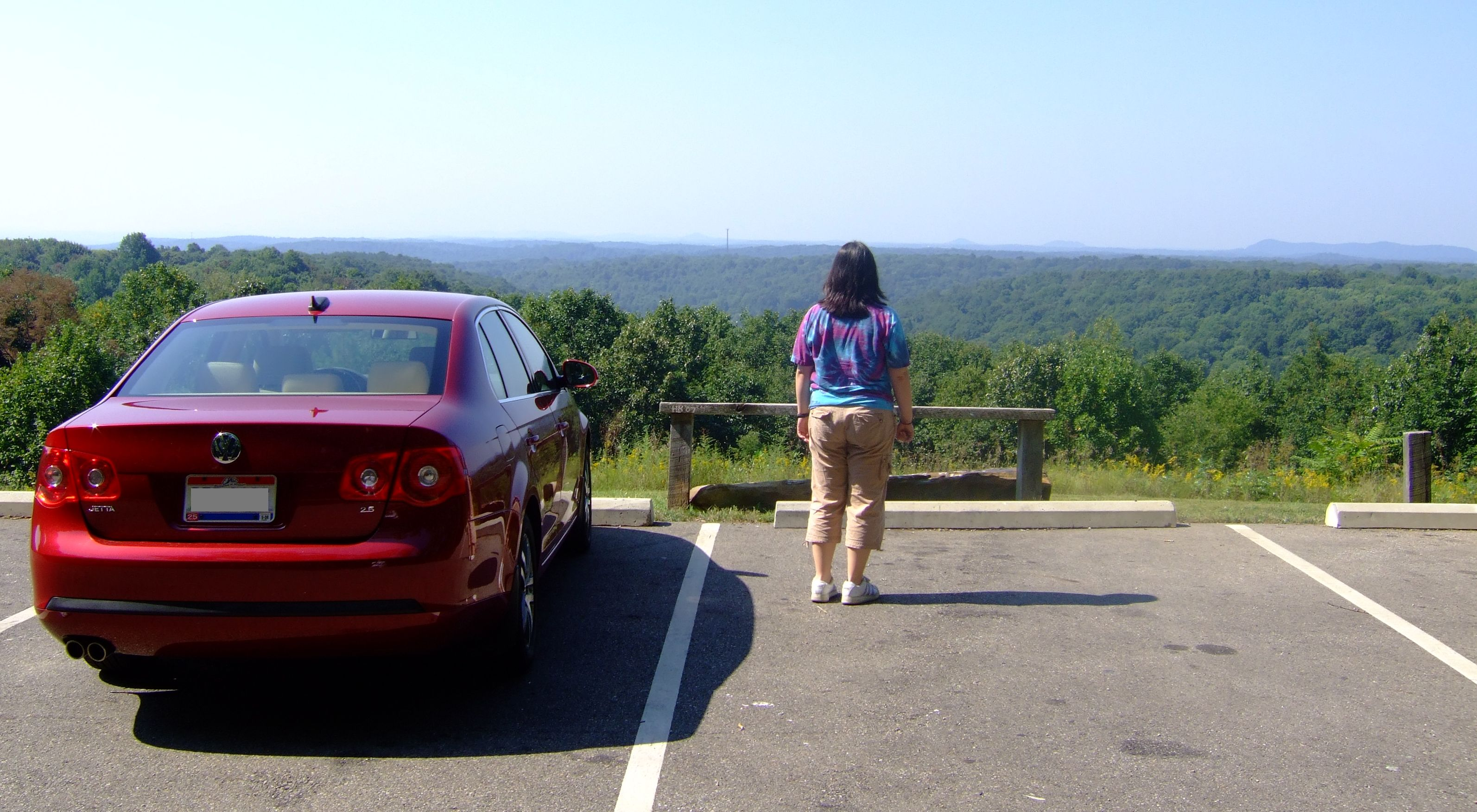
Một điểm tham quan ở Mỹ

Các địa điểm có vẻ đẹp tự nhiên như bãi biển, khu nghỉ dưỡng trên đảo, công viên thiên nhiên, núi non, sa mạc và những khu rừng, là những ví dụ về các điểm du lịch truyền thống mà mọi người có thể ghé thăm. Các điểm du lịch văn hóa có thể bao gồm các địa điểm lịch sử (di chỉ, di tích), các địa điểm lịch sử quan trọng sự kiện, tượng đài, đền thờ cổ, vườn thú, thủy cung , bảo tàng và phòng trưng bày nghệ thuật, vườn thực vật, những tòa nhà và công trình kiến trúc (chẳng hạn như pháo đài, lâu đài, thư viện, di tích nhà tù, tòa nhà chọc trời, cầu), công viên giải trí và các lễ hội, bảo tàng lịch sử sống, nghệ thuật công cộng (tác phẩm điêu khắc, tượng, bức tranh tường, phù điêu), khu vực các dân tộc cộng đồng, đường sắt cổ và sự kiện văn hóa. Các chuyến tham quan nhà máy, di sản công nghiệp, xưởng thủ công và nghệ thuật sáng tạo là đối tượng của các khu vực văn hóa ngoại vi (Cultural niches) như du lịch công nghiệp và du lịch sáng tạo. Nhiều địa điểm du lịch cũng là phong cảnh sạch đẹp. Nhưng các sự kiện thể thao như bóng đá, đua xe Công thức 1 hay đua thuyền buồm cũng có thể thu hút khách du lịch.
Các điểm thu hút khách du lịch cũng được tạo ra để tận dụng những truyền thuyết, những tin tức giật gân như địa điểm được cho là có sự xuất hiện của Vật thể bay không xác định (UFO) gần Roswell, New Mexico và nơi được cho là quái vật hồ Loch Ness trong truyền thuyết ở Scotland. Các cộng đồng sắc tộc có thể trở thành điểm thu hút khách du lịch, chẳng hạn như Phố Tàu ở Mỹ và khu phố người da màu Brixton ở Luân Đôn của Anh. Khách du lịch cũng tìm kiếm những trải nghiệm ẩm thực đặc sắc của địa phương như ẩm thực đường phố ở các đô thị châu Á hoặc tham gia thưởng thức các đặc sản tại các lễ hội ẩm thực hoặc văn hóa quán cà phê ở Trung Âu. Đặc biệt, di sản văn hóa và các địa điểm riêng lẻ của Di sản Thế giới UNESCO đã phát triển thành các điểm thu hút khách du lịch. Nếu có quá nhiều khách du lịch thường xuyên lui tới những địa điểm riêng lẻ, điều này có thể dẫn đến ô nhiễm môi trường, xuống cấp di tích và sự xung khắc với người dân địa phương, chẳng hạn như ở Barcelona hay Venice. Liên quan đến toàn bộ chủ đề này, đã có danh sách các điểm đến không được khuyến khích với khách du lịch khi có ý định tham quan.
Có vô số danh sách và đánh giá về các điểm du lịch. Số liệu thống kê về du khách, ý nghĩa văn hóa, vẻ đẹp hay tuổi đời lịch sử đều được sử dụng và chúng luôn phản ánh đánh giá cá nhân của tác giả. Đôi khi người ta đặc biệt nhấn mạnh rằng địa điểm du lịch đặc biệt này vẫn chưa nằm trong tâm điểm của ngành du lịch quốc tế. Một số điểm tham quan được quốc tế biết đến hoặc nhắm mục tiêu vào thị trường quốc gia hoặc địa phương. Một số điểm tham quan được dành riêng cho người dân địa phương hoặc hiếm khi được quảng cáo vì các tuyến giao thông chính và sân bay chính ở quá xa. Tại Hoa Kỳ, chủ sở hữu và nhà tiếp thị các điểm tham quan quảng cáo các điểm du lịch trên các bảng quảng cáo dọc hai bên đường cao tốc và đường bộ, đặc biệt là ở các vùng sâu vùng xa. Các điểm du lịch thường phát tờ rơi quảng cáo miễn phí để trưng bày tại khu vực nghỉ ngơi, trung tâm thông tin, nhà hàng thức ăn nhanh và ở phòng hoặc hành lang nhà nghỉ. Trong các thành phố, hay nội đô thì việc đi thuyền tham quan và xe buýt ngắm cảnh đôi khi rất phổ biến.

## Giải pháp

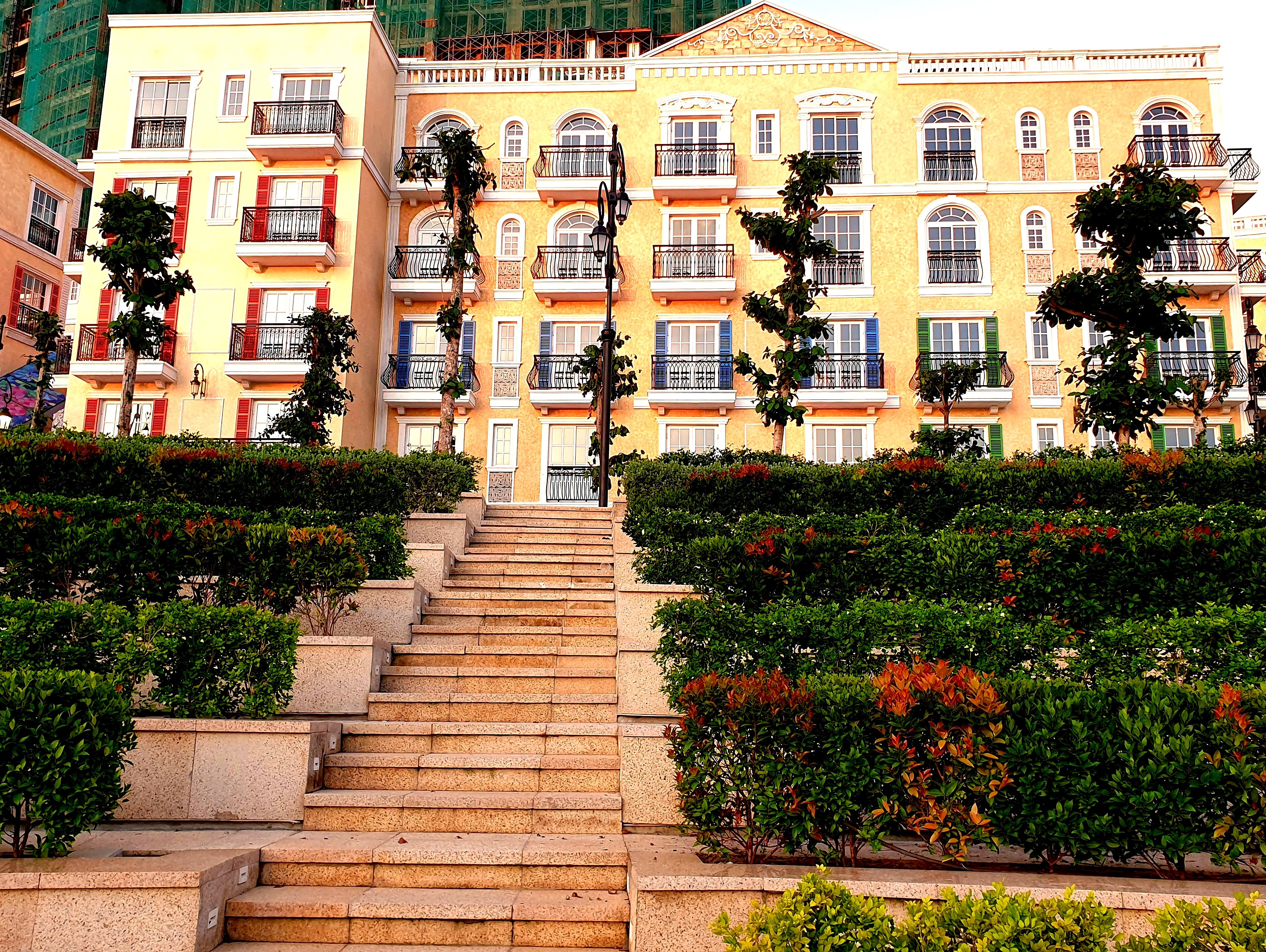
Khu nhà nghỉ cao cấp tại Khu Địa Trung Hải (thị trấn hoàng hôn) ở Phú Quốc

Nghiên cứu của các nhà khoa học tại Đại học Barcelona đã chỉ ra 7 kỳ vọng phổ biến của khách du lịch khi lựa chọn một điểm đến, gồm văn hóa, kiến trúc, ẩm thực, cơ sở hạ tầng, cảnh quan, sự kiện, thương mại, các yếu tố này gọi là “sản phẩm du lịch”. Soi chiếu vào ngành du lịch, từ hình mẫu thành công của các nước có thể thấy sản phẩm du lịch tốt sẽ tạo dựng chỗ đứng cho điểm đến. Các hoạt động xúc tiến, quảng bá điểm đến sẽ chỉ phát huy hiệu quả nếu có sẵn nền tảng từ sản phẩm tốt. Tại Việt Nam, hiện nay, một số điểm đến cũng bắt đầu xuất hiện những hệ sinh thái du lịch-giải trí-nghỉ dưỡng đẳng cấp, với dịch vụ chuyên nghiệp mang tầm quốc tế, trở thành sản phẩm du lịch hấp dẫn để thu hút khách quốc tế và đặc biệt là giới nhà giàu như tại Phú Quốc, loạt khu nghỉ dưỡng cao cấp như JW Marriott Phu Quoc Emerald Bay Resort, New World Phu Quoc Resort, Premier Village Phu Quoc Resort do Sun Group đầu tư đã biến nơi đây trở thành điểm đến quen thuộc của giới tỷ phú, minh tinh thế giới.
Cần thiết nâng cao hiệu lực, hiệu quả công tác quản lý điểm đến, đảm bảo chất lượng dịch vụ lữ hành, lưu trú, vận chuyển du lịch, hướng dẫn viên du lịch, quản lý tốt điểm đến để xây dựng hình ảnh đẹp cho du lịch địa phương, chính sách phối kết hợp giữa các địa phương, đơn vị, công tác quản lý điểm đến, nhân lực du lịch, khi làm du lịch văn hóa, di sản bền vững thì những người làm du lịch cần hiểu và tôn trọng văn hóa bản địa, tránh làm mất đi nét bản sắc địa phương, vấn đề quản lý điểm đến, đặc biệt là quan tâm đến yếu tố môi trường, cảnh quan, rác thải, xử lý vấn nạn chặt chém, nâng giá, cũng cần có chiến lược và sự chuẩn bị, trong đó yếu tố xây dựng sản phẩm dài ngày cần phải được chú trọng nên cần sự liên kết chặt chẽ hơn từ các cơ quan quản lý, địa phương và đơn vị du lịch. Có những công ty du lịch đã có những thiết kế tour mới theo hướng tiết kiệm hơn, tối ưu chi phí cho hành trình tour để không giảm chất lượng và không tăng giá bán như thêm trải nghiệm tàu hỏa, xe khách trong tour thay vì đi máy bay, lựa chọn thực đơn phù hợp với từng đối tượng du khách.
Để hiện thực hóa được mục tiêu và về đích trước hoặc đúng kế hoạch đầu từ vấn đề chính sách thị thực (Visa) là yếu tố rất quan trọng và đầu tiên cần được giải quyết để thu hút khách quốc tế. Yếu tố quyết định lựa chọn điểm đến của du khách đầu tiên là giá trị, hình ảnh điểm đến, tiếp theo là điều kiện tiếp cận điểm đến trong đó có chính sách thị thực, tăng thời gian miễn thị thực cho du khách, nhất là các nước châu Âu có thị thực ngắn ngày nhưng lại có thời gian di chuyển dài, tránh tình trạng khách đến hạn visa phải quay về, dẫn đến giảm mức cạnh tranh của du lịch, ngoài ra, cần có đường bay thẳng thuận tiện. Đồng thời, việc xây dựng và triển khai công tác xúc tiến, quảng bá đúng trọng tâm, trọng điểm được coi là nhiệm vụ quan trọng, cần quan tâm hàng đầu, bên cạnh yêu cầu xây dựng các sản phẩm du lịch đặc sắc kích thích khách chi tiêu cao, lưu trú dài ngày, cần đặc biệt quan tâm tới công tác xúc tiến, quảng bá ở những thị trường du lịch trọng điểm, thúc đẩy các hoạt động ngoại giao văn hóa, xây dựng các chương trình văn hóa lồng ghép trong các hoạt động ngoại giao để quảng bá hình ảnh đất nước, con người và văn hóa.